# Aysän Äbdüläzimova
Aysän Äbdüläzimova (azeriska: Ayşən Əbdüləzimova) född 11 april 1993 är en azerisk volleybollspelare (center). Äbdulazimova spelar med Azerbajdzjans landslag. Hon har (2023) deltagit i samtliga EM sedan 2013. På klubbnivå har hon spelat för klubbar i Azerbajdzjan, Turkiet och Ungern.